# Maurilius

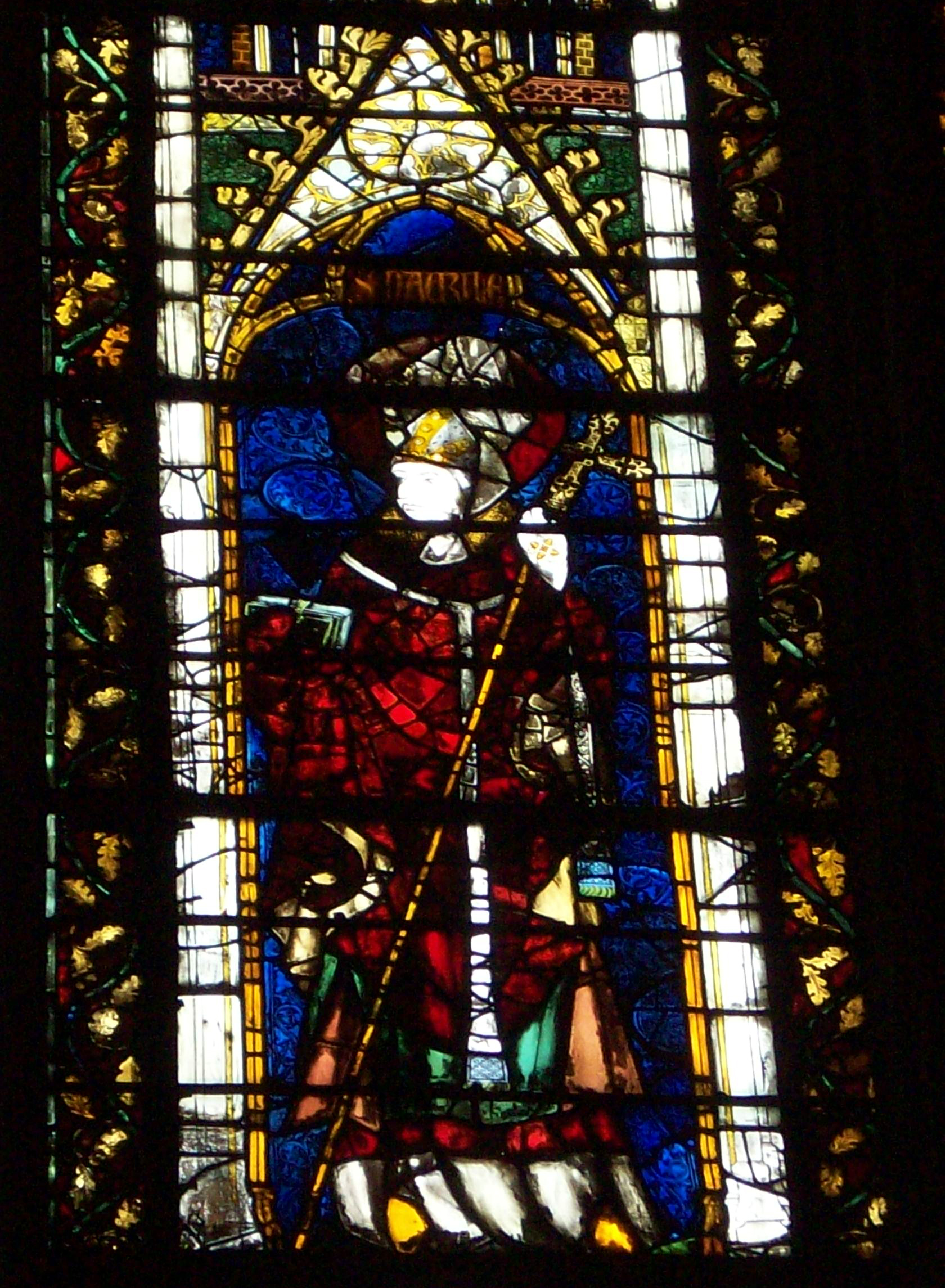
afbeelding van Maurilius in de Kathedraal van Rouen.

De heilige Maurilius was een benedictijner aartsbisschop. Hij werd geboren in Reims en vervulde verschillende kerkelijke functies in Normandië en Florence. 

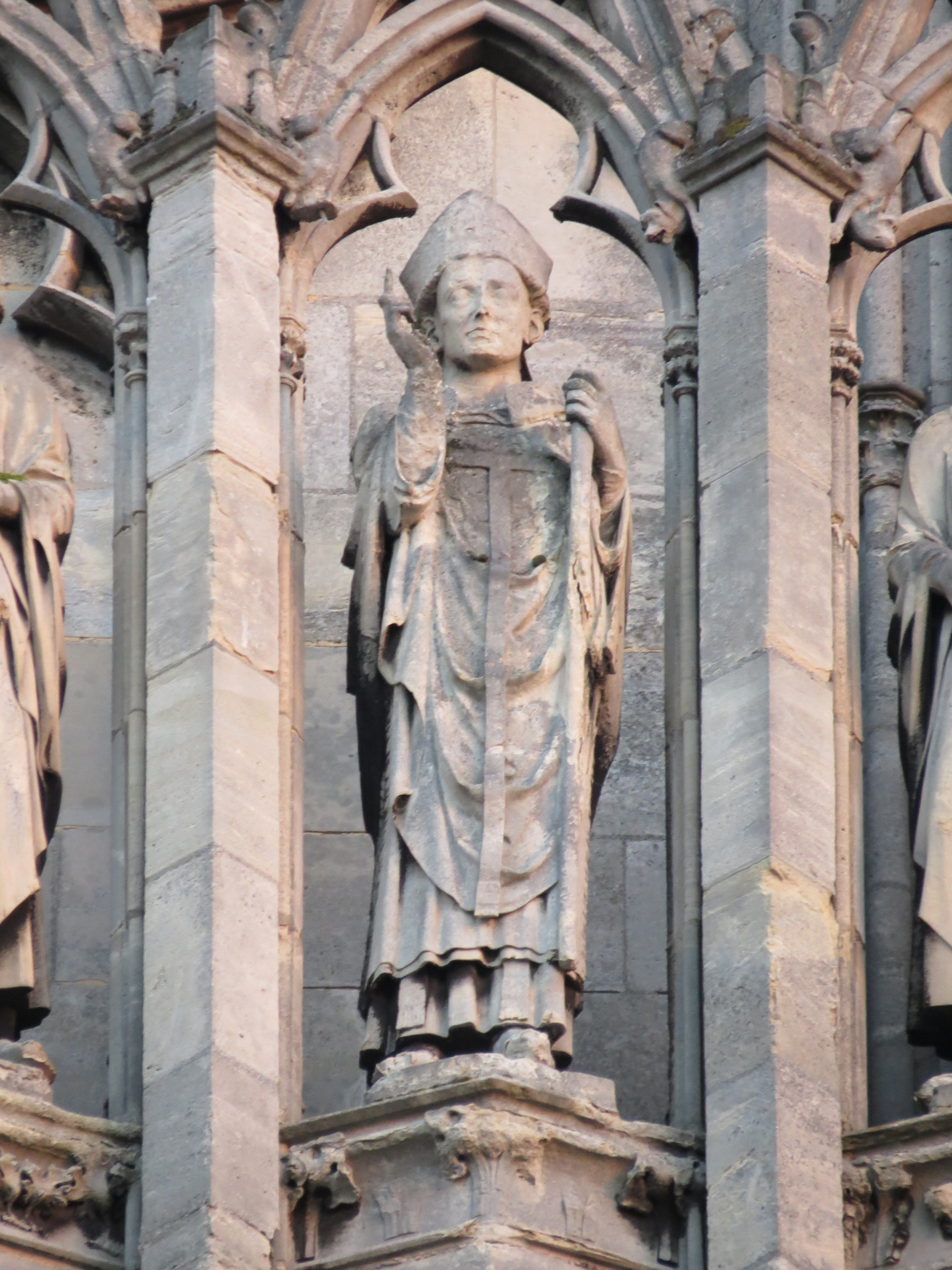
Standbeeld van Maurilius, oostzijde Kathedraal van Rouen

## Korte biografie
Maurilius werd, vermoedelijk voor het jaar 1000, geboren in een adellijke familie. Auteurs verschillen wat betreft de geboorteplaats. Zo worden Mainz in Duitsland en Reims, of het bisdom Reims in Frankrijk genoemd. Volgens pater Maynard, geciteerd door François Pommeraye, werd hij waarschijnlijk geboren in Reims en kwamen zijn ouders uit Mainz. Louis Violette schrijft dat hij uit Lorraine komt. 
Hij studeerde eerst in Reims en deed een vervolgstudie in Luik. Hij ging vervolgens naar Saksen waar hij schoolmeester werd bij de kerk van Halberstadt. Omdat hij zich uit de samenleving wilde terugtrekken, ging hij daarna naar Normandië, waar hij monnik werd in de Abdij van Fécamp (dit was vóór het jaar 1030). Omdat hij nog meer eenzaamheid en boetedoening verlangde, trok hij zich terug om een kluizenaarsleven in Italië te leiden. In Italië werd Maurilius opgemerkt door de markies Bonifatius die hem tot abt van Santa Maria in Florence aanstelde. Hij bleef daar slechts een korte tijd, want bij zijn pogingen de regels strikter te handhaven, stuitte hij op vijandigheid van de monniken, die hem zelfs probeerden te vergiftigen. Hij keerde in het jaar 1054 terug naar de Abdij van Fécamp waar hij zijn leven als monnik hervatte.

## Aartsbisschop
Bij de synode van Lisieux in 1055 die Mauger organiseerde, stelde hertog Willem de Veroveraar hem voor als aartsbisschop van Rouen.
Hij werd in 1055 ingewijd. Het was op zijn advies dat graaf Robert I van Eu in 1059 de abdij Saint-Michel du Tréport stichtte. 
Hij adviseerde Anselmus van Canterbury, een leerling van Lanfranc van Bec, die twijfelde of hij monnik zou worden; hij werd dat in het jaar 1060 in de Abdij van Bec. In 1061 zat Maurilius in Caen een provinciale raad voor die een eind moest maken aan privéoorlogen, de wapenstilstand van God werd opgelegd op straffe van excommunicatie. Maurille nam deel aan de vergadering van Normandië in Lillebonne, waar de beslissing van de expeditie naar Engeland onder leiding van Willem de Veroveraar werd genomen, om de kroon terug te winnen.
Hij wijdde ook de abdijkerken van Fécamp en die van Jumièges.

## Maurilius en de kathedraal
Bij zijn aantreden liet hij het werk aan de Kathedraal van Rouen hervatten. Hij voltooide de bouw en reconstructie van het schip. De kathedraal werd ingewijd op 1 oktober 1063. De inwijding vond plaats in aanwezigheid van de hertog Willem de Veroveraar. De lichamen van de elders begraven Rollo en Willem I van Normandië werden rond die tijd overgebracht naar de kathedraal. 
Maurilius stierf op 9 augustus 1067 en werd begraven aan het uiteinde van het schip van de kathedraal, nabij de kruising. Maurilius is de eerste aartsbisschop van Rouen wiens graf zich in de kathedraal kan bevinden, in de buurt van de dwarsbeuk van de huidige kathedraal of in de buurt van de kathedraal die in zijn tijd werd voltooid. Zijn graf werd toevallig gevonden in 1480 wanneer men in de kathedraal een graf delfde voor het hart van de voormalige aartsbisschop Guillaume d'Estouteville. Het graf van Maurilius bevatte een houten kolf en fragmenten van een kazuifel. Een luifel vertegenwoordigt het graf in de kapel van de Maagd in de apsis van de kathedraal.
Zijn naamdag wordt gevierd op 9 augustus.
- Gemeinsame Normdatei: 11539625X
- Virtual International Authority File: 22870441
- WorldCat: E39PBJqw3KCxxKcP94MhtMbWXd